# El Médano
El Médano est une station balnéaire de l'île de Tenerife dans l'archipel des îles Canaries. Il fait partie de la commune de Granadilla de Abona.

## Situation
El Médano se trouve sur la côte sud de Tenerife à proximité de l'aéroport de Tenerife-Sud (aeropuerto Reina Sofia) entre le port de Los Abrigos situé au sud-ouest et Arenas del Mar implanté plus à l'est. Entre Los Abrigos et El Médano, se trouvent le volcan de la Montaña Roja et la Playa de La Tejita.

## Description
El Médano est avant tout connu pour être un centre où sont pratiqués le windsurf, le kitesurf et le cerf-volant.
Cette station balnéaire de taille moyenne possède un port, plusieurs plages, des hôtels et restaurants ainsi que de nombreux appartements à louer.
À la périphérie de la ville est la grotte de Santo Hermano Pedro, où Saint Pierre de Betancur a vécu pendant un certain temps. C'est un sanctuaire de pèlerinage.

## Galerie

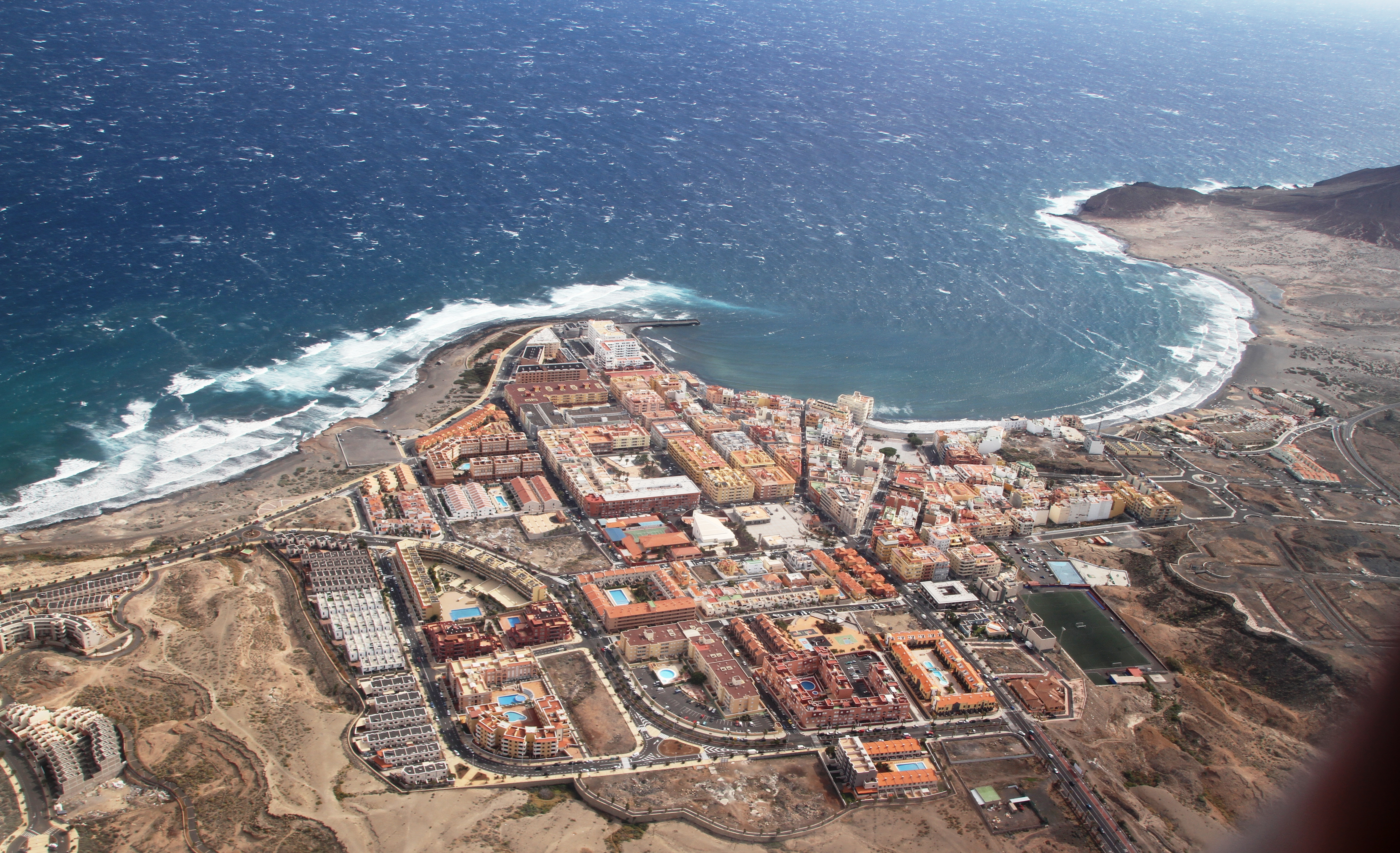
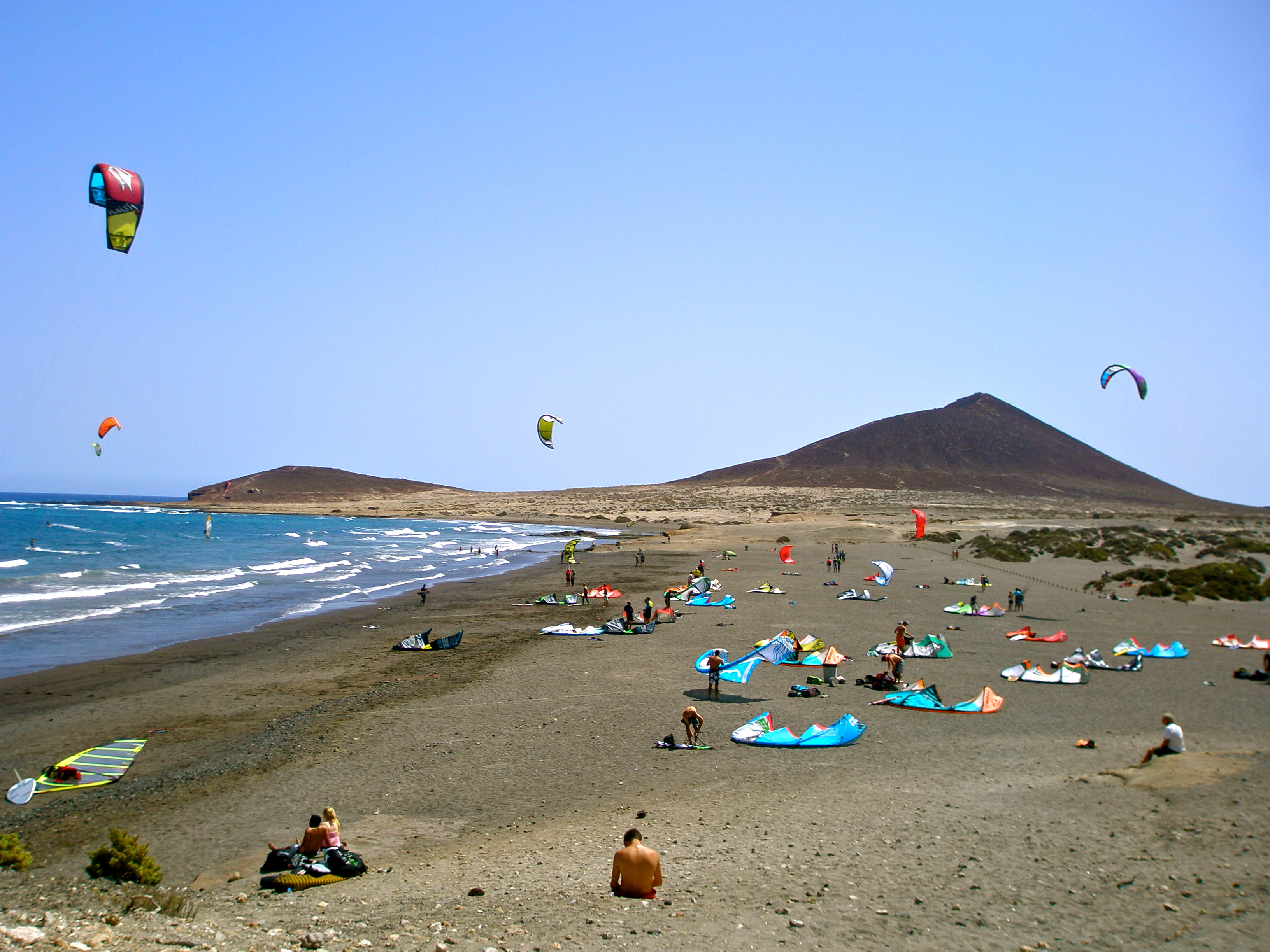
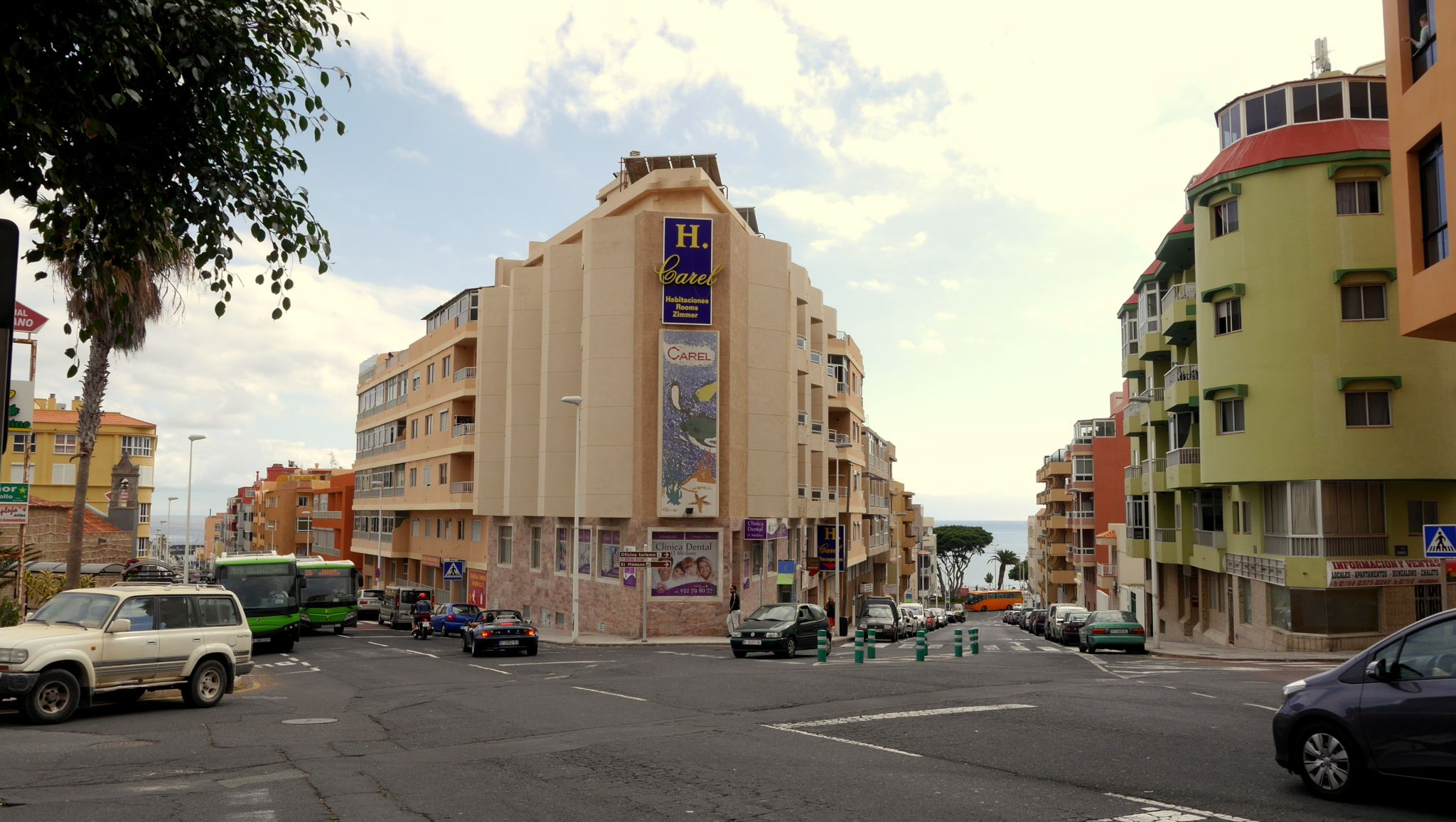
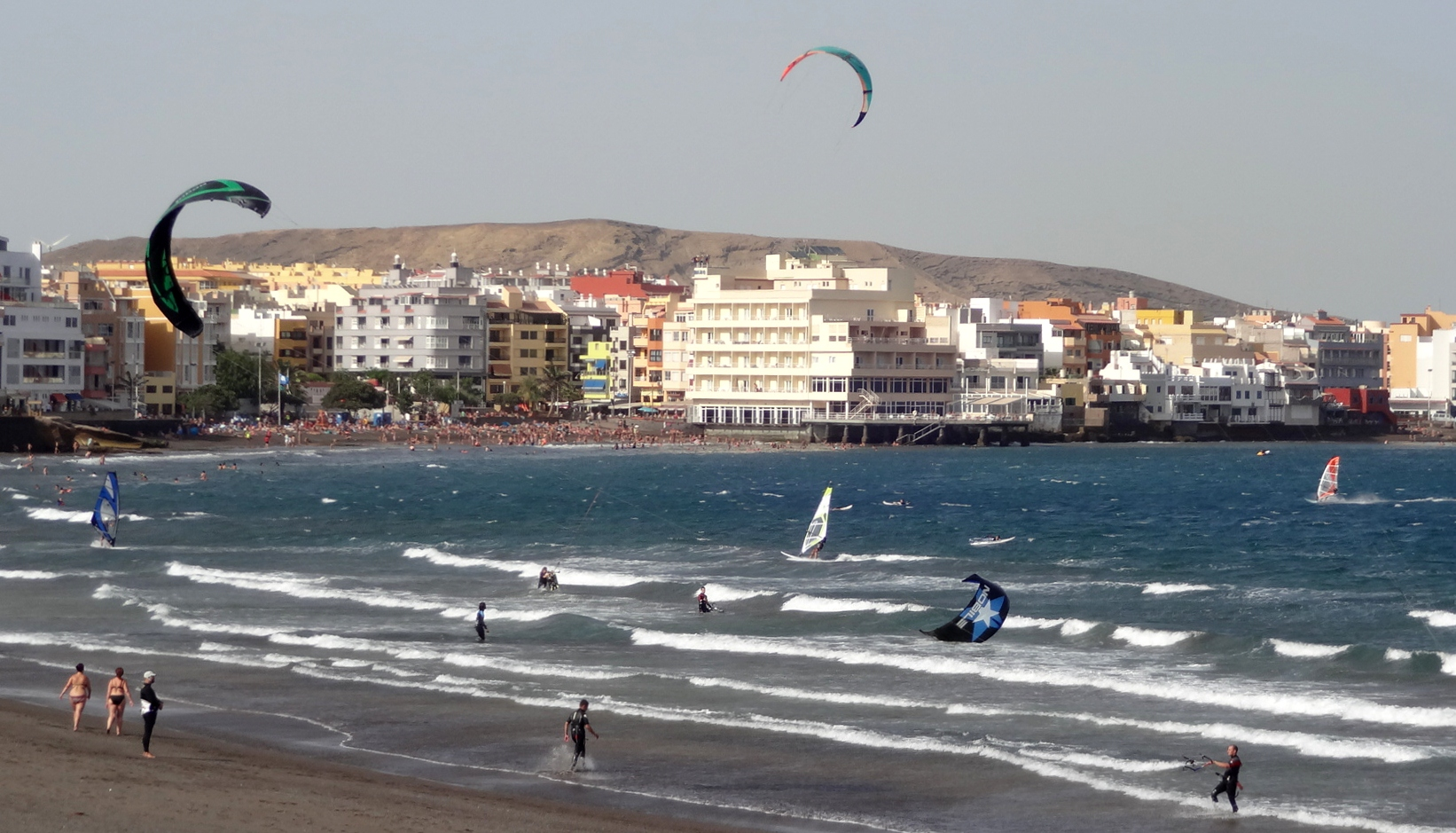
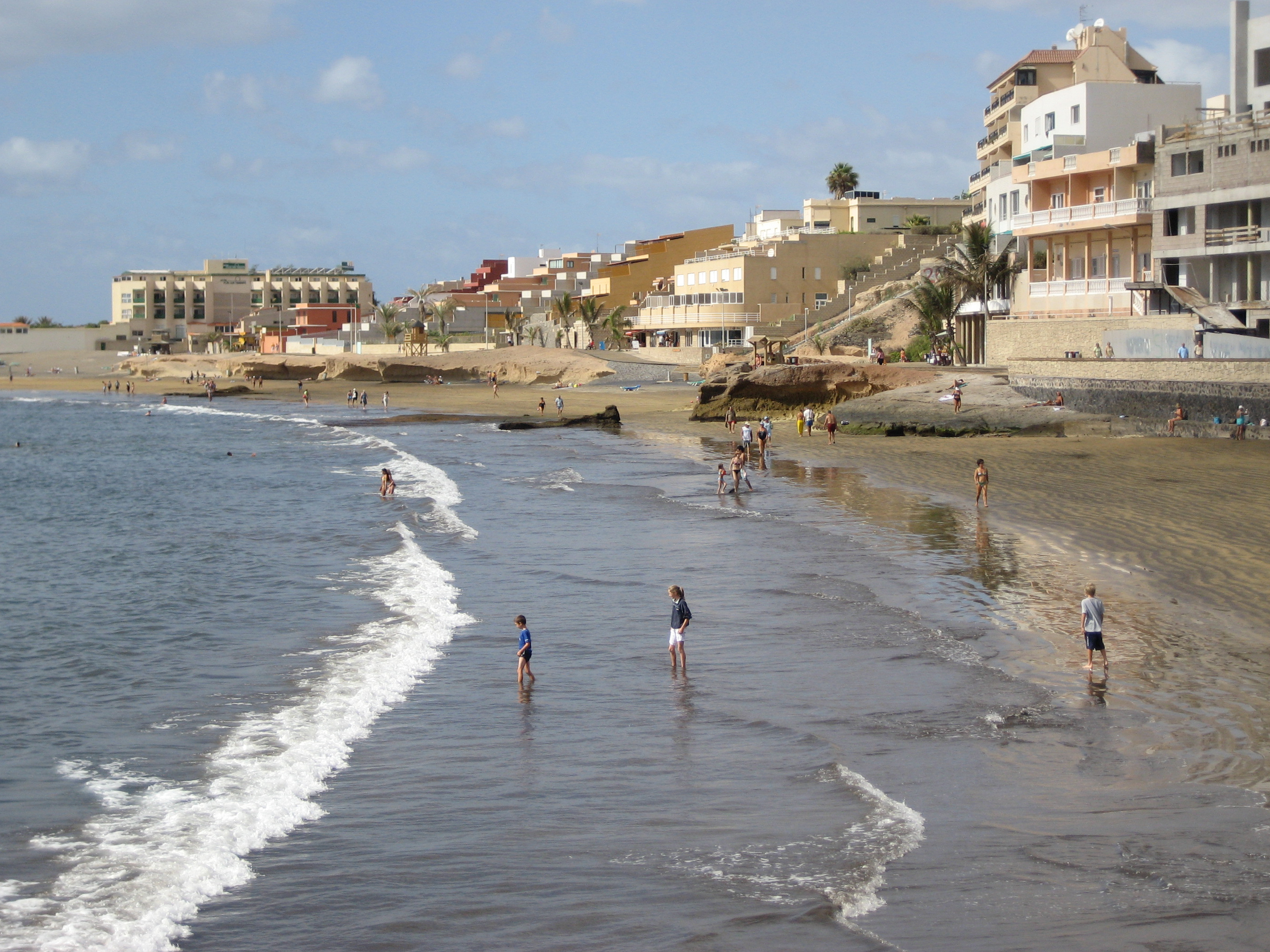